# Leonid Borodin
Leonid Ivanovich Borodin (russo: Леонид Иванович Бородин) (14 de abril de 1938 - 25 de novembro de 2011) foi um escritor e jornalista russo.

## Biografia
Nascido em Irkutsk, Borodin era cristão e dissidente soviético. Na década de 1960, ele fez parte do grupo anticomunista All-Russian Social-Christian Union. Em 1967 ele foi preso e encarcerado no "Camp 17", em 1969 entrou em greve de fome lá com Yuli Daniel e Aleksandr Ginzburg. Após a sua libertação, em 1973, as obras de Borodin foram contrabandeadas para fora da União Soviética. A publicação da tradução em inglês do seu livro "A História de um tempo estranho" levou à sua prisão em 1982, sob a acusação de "propaganda anti-soviética". Ele foi condenado a 10 anos de trabalhos forçados no Gulag de Perm-36 bem como a mais cinco anos de exílio interno.  Solto depois de quatro anos, na era da  perestroika, Borodin foi autorizado a deixar o país com a esposa.
Em 2001,  Borodin foi o narrador do filme sobre a sua biografia Leonid Borodin: Looking through the Years do diretor Viacheslav Novikov.
Vencedor de vários prêmios literários, incluindo o Solzhenitsyn Prize em 2002, Borodin foi editor-chefe da revista literária Moskva e em 2005, ele foi eleito para a Public Chamber of Russia.

## Obras
As obras de Leonid Borodin variam sobre diferentes temas; Um conto lírico "A Year of Miracle and Grief", um romance sobre as conseqüências trágicas da revolução e da guerra civil, "The Third Truth", um romance sobre dissidentes políticos "Parting",  uma novela do tempo da  perestroika "Woman in the Sea" e "Bozhepolie" sobre a vida e a tragédia da morte de um líder do partido comunista assim como outros livros. Apesar dos 11 anos que Leonid Ivanovich passou preso apenas uma de suas novelas - "Rules of the Game" - é dedicado a este tema. Ele acredita que não há nada a ser acrescentado ao que Solzhenitsyn e Shalamov já escreverem.

### Traduzidas em inglês
- The Year of Miracle and Grief; Quartet Books; (1988); ISBN-13: 978-0704300866
- Partins; Harvill Press; (1988); ISBN-13: 978-0002716178
- The Story of a Strange Time; Harvill Press; (1990); ISBN-13: 978-0002717687
- The Third Truth; Harvill Press; (1991); ISBN-13: 978-0002710848
- The Year of Miracle and Grief; Quartet Books; (2013); ISBN-13: 978-0704373242